# ستنوبوما صغيرة
الستنوبوما الصغيرة (الاسم العلمي: Microctenopoma) هي جنس من الأسماك يتبع الفصيلة أناباسية من رتبة فرخيات.

## أنواع الستنوبوما الصغيرة
- ستنوبوما مزينة (الاسم العلمي:Microctenopoma ansorgii )
- ستنوبوما كونغولية (الاسم العلمي:Microctenopoma congicum )
- ستنوبوما دماسية (الاسم العلمي:Microctenopoma damasi )
- ستنوبوما مخططة (الاسم العلمي:Microctenopoma fasciolatum )
- ستنوبوما متوسطة (الاسم العلمي:Microctenopoma intermedium )
- ستنوبوما خطية (الاسم العلمي:Microctenopoma lineatum )
- ستنوبوما ميلرية (الاسم العلمي:Microctenopoma milleri )
- ستنوبوما قزمة (الاسم العلمي:Microctenopoma nanum )
- ستنوبوما سوداء (الاسم العلمي:Microctenopoma nigricans )
- ستنوبوما صغيرة مبقعة (الاسم العلمي:Microctenopoma ocellifer )
- ستنوبوما بيكولاوية (الاسم العلمي:Microctenopoma pekkolai )
- ستنوبوما أولنية (الاسم العلمي:Microctenopoma uelense )